# Perdamaian (Singkut)
Perdamaian is een bestuurslaag in het regentschap Sarolangun van de provincie Jambi, Indonesië. Perdamaian telt 3660 inwoners (volkstelling 2010).